# Atlanta Jewish Film Festival
L’Atlanta Jewish Film Festival è il più grande film festival nello Stato della Georgia e il secondo più grande film festival ebraico negli Stati Uniti d'America. Il festival invernale di 22 giorni è tenuto ad Atlanta in diverse sedi all'interno della città e nei sobborghi di Alpharetta, Marietta e Sandy Springs. Al festival sono presentati film ebraici indipendenti contemporanei e classici da tutto il mondo.
Il festival è stato fondato nel 2000 e continua a crescere ogni anno. Nel 2013 sono stati venduti 31530 biglietti. Il San Francisco Jewish Film Festival è considerato l'unico film festival ebraico più frequentato al mondo, nonostante le presenze previste per il 2012 al San Francisco Jewish Film Festival fossero calcolate a 30000. Kenny Blank è il direttore esecutivo dell'organizzazione.

## Vincitori dell'Audience Award
| Anno | Narrativo               | Documentario                                              |
| ---- | ----------------------- | --------------------------------------------------------- |
| 2002 | All My Loved Ones       | —                                                         |
| 2003 | —                       | Strange Fruit                                             |
| 2004 | —                       | Paper Clips                                               |
| 2005 | Bonjour Monsieur Shlomi | Rene and I                                                |
| 2006 | Live and Become         | 39 Pounds of Love                                         |
| 2007 | Olga                    | Rape of Europa                                            |
| 2008 | Nina's Journey          | I Have Never Forgotten You                                |
| 2009 | The Little Traitor      | Blessed Is the Match: The Life and Death of Hannah Senesh |
| 2010 | Who Do You Love?        | Where I Stand: The Hank Greenspun Story                   |
| 2011 | The Round Up            | Crime After Crime                                         |
| 2012 | Wunderkinder            | Nicky's Family                                            |
| 2013 | Süskind                 | Joe Papp in Five Acts                                     |